# Mike Rawlings

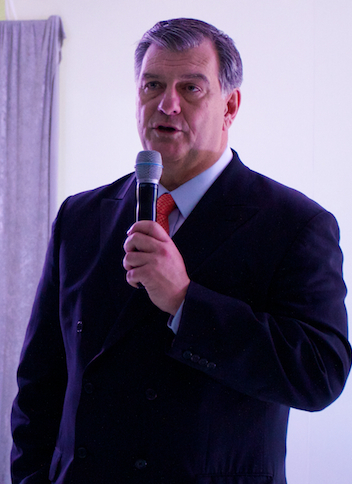
Mike Rawlings

Mike Rawlings, född 1955, är en amerikansk demokratisk politiker. Han är borgmästare i Dallas i Texas sedan 27 juni 2011.
Rawlings mor Nelda arbetade som lärare i Texas, New Mexico, New York och Oklahoma.
Rawlings spelade amerikansk fotboll i college, var senare vd för ett företag inom reklambranschen och därefter vd för Pizza Hut.